# Taux de mortalité

Taux de mortalité dans le monde par pays pour 1000 habitants en 2023.

En écologie des populations, le taux de mortalité (ou taux brut de mortalité) est le rapport entre le nombre annuel de décès et la population totale moyenne sur une période et dans un territoire donné. Cette mesure statistique est notamment utilisée en démographie humaine.

## Utilisation
Le taux de mortalité sert notamment à l'étude de la démographie humaine, de pair avec la natalité et la fécondité. Il renseigne en particulier sur les conditions sanitaires générales d'un pays.
Il peut être étudié par classe d'âge avec, par exemple, le taux de mortalité infantile (moins d'un an) et le taux de mortalité juvénile (moins de cinq ans).

## Notions similaires
Le taux de mortalité se distingue du taux de morbidité, qui est le nombre de malades annuels rapporté à la population, et du taux de létalité, qui est le nombre de décès rapporté au nombre de malades.
On parle aussi de mortalité prématurée et de mortalité évitable.

## Causes
Les causes de mortalité sont toutes les causes possibles pouvant engendrer la mort d'un individu. Si les possibilités sont infinies au niveau individuel, les données agrégées au niveau de la population offrent des régularités observables.
La typologie des causes possibles de mortalité proposée par l'OMS (CIM-10) peut être simplifiée de la manière suivante :
- maladies et troubles mentaux (catégories 1 à 14) ;
- causes liées à la grossesse (15 à 16) ;
- malformations (17) ;
- symptômes et résultats dits anormaux, non classés ailleurs (18) ;
- lésions, empoisonnements et autres causes externes (19) ;
- causes externes, y compris accidents, lésions auto-infligées, agressions, guerres (20).

## Statistiques

### Histoire
Le suivi à échelle nationale du nombre et des causes de décès, a longtemps été du ressort d'autorités religieuses (ou militaires en situation de guerre). Il pose encore des questions difficiles de confidentialité et d'organisation  (Le suivi des causes de décès implique divers acteurs (médecins, mairies, Inserm, Insee) et un parcours administratif complexe ; la cause du décès est une information sensible et confidentielle, devant être traitée avec des précautions particulière), malgré l'informatisation, les statistiques définitives sur les causes de décès sont publiées avec un certain retard et la numérisation/dématérialisation des procédures est encore incomplète. 
On a vu avec la canicule de 2003 que l'INSEE ou l'INSERM n'étaient pas en capacité d'informer le gouvernement ou la population de la mortalité induite par ce type d'événement sanitaire. La Pandémie de Covid-19 a été mieux suivie. 
Historiquement, quelques grandes étapes ont été :
- 1539 : l’édit de Villers-Cotterêts, de François 1ᵉʳ, généralise l’enregistrement des naissances et des décès, dans chaque paroisse, via le registres des baptêmes et des sépultures tenus par le curé[2].
- dans les années 1770, Les intendants du roi (Louis XV) organisent la remontée de ces données vers le pouvoir central (Paris)[2] ;
- La Révolution française crée les registres d'état civil (transfert de responsabilité des paroisses aux mairies)[2] ;
- 1893: Création d'un système international de classification des causes de décès, initié par le statisticien Jacques Bertillon[4] ;
- 1907: Introduction en France de l'information sur la cause de décès dans le bulletin de décès (d'abord remplie par l’officier d’état civil, d'après les déclarations du médecin traitant, du médecin d’état civil ou de la famille, et intégrée dans la Statistique générale de la France (SGF, lancée en 1833, qui sera remplacée par l’Insee en 1946). Des  statistiques sur les causes de la mort, par sexe et par âge ont été publiées par la SGF à partir de 1925)[2] ;
- 1937: Séparation du bulletin de décès et du certificat médical de décès (motivée par des raisons de confidentialité) ;
- 1968: L'Inserm est chargé d'établir la statistique des causes de décès, ce qui implique de de ré-apparier les deux bulletins, via un circuit complexe et une anonymisation, procédures qui implique un délai de deux à trois ans pour la mise à disposition d'observateurs extérieurs alors que cette information peut être décisive pour l'épidémiologie[5].

Aujourd’hui, quand un décès survient, la famille (ou un substitut) doit le déclarer à la mairie dans les 24 heures et l'officier d'état civil consigne cette information dans le registre des décès. En 2019, 88% des bulletins de décès étaient transmis électroniquement par les mairies à l'INSEE, contre 18% des certificats médicaux. L'Insee collecte et d'analyse ces données puis publie un décompte annuel (début janvier, pour l'année précédente, avec une marge d'erreur estimée inférieure à 0,1%, corrigée quelques mois plus tard, avec une analyse plus détaillée par sexe, âge, département, etc. un bulletin mensuel donne aussi une estimation du nombre de décès du mois précédent pour les villes grandes et moyennes qui transmettent leurs bulletins de décès via internet.
La pandémie de Covid-19 a imposé de créer une méthode nouvelle d'évaluation du nombre de morts : le Système d'information pour le suivi des victimes d'attentats et de situations sanitaires exceptionnelles (SI-VIC, conçu antérieurement, pour suivre les victimes d'attentats, puis adapté au suivi pandémique, avec comme limite qu'il ne retient que les décès constatés à l'hôpital alors que de nombreux décès avaient lieu au domicile ou en établissement d'hébergement pour personnes âgées dépendantes (Ehpad), décès qui ne sont pas systématiquement déclarés dans le SI-VIC. Cet outil sous-estime donc la mortalité induite par le virus. En 2018, un peu plus de la moitié des personnes meurent à l’hôpital (53 %), près d’un quart à domicile (24 %), et une sur sept en maison de retraite (Ehpad) (13 %) (le reste mourant dans un lieu public ou un lieu non précisé dans le bulletin de décès).

### La mortalité dans le monde
L’absence d’eau potable est à l’origine de nombreuses épidémies, notamment dans les pays confrontés à une urgence humanitaire : Choléra, typhoïde, hépatite, mais aussi la diarrhée, pourtant facilement traitée dans les pays occidentaux, qui tue à elle seule 1,8 million d’enfants par an. 1,6 milliard d’êtres humains n’ont pas accès à l’eau potable et 2,6 milliards n’ont pas accès aux conditions élémentaires d’hygiène.
Les maladies infectieuses sont responsables de 17 millions de décès par an, ce qui représente un tiers de la mortalité. Elles représentent 43 % des décès dans les pays en voie de développement, contre 1 % dans les pays industrialisés, notamment le sida, le paludisme et la rougeole, cette dernière étant responsable de la mort d’environ un million d’enfants par an.
Selon Jean Ziegler (rapporteur spécial pour le droit à l'alimentation du Conseil des droits de l’homme de l’Organisation des Nations unies de 2000 à mars 2008), la mortalité due à la sous-alimentation représentait 58 % de la mortalité totale en 2006 : « Dans le monde, environ 62 millions de personnes, toutes causes de décès confondues, meurent chaque année. En 2006, plus de 36 millions sont mortes de faim ou de maladies dues aux carences en micronutriments ».
Le nombre de morts violentes (homicides, suicides, accidents) varie beaucoup selon les pays et les époques (guerre, démantèlement de l’État...) ; par exemple, en 2000, l’OMS enregistrait 221 morts violentes pour 100 000 habitants en Russie (soit 18 % des décès), 105 morts violentes pour 100 000 habitants en Colombie (24 % des décès), et seulement 33 morts violentes pour 100 000 habitants au Royaume-Uni (soit 3 % des décès).
L’OMS a défini vingt facteurs de risques, qui représentent la majorité des causes de décès. Parmi ces facteurs les principaux sont :
1. La sous-alimentation : plus de 3 millions de décès d'enfants dans les pays en développement (1,8 million en Afrique et 1,2 million en Asie), soit 60 % des décès d'enfants, et 170 millions d'enfants ont un poids insuffisant ;
2. Les pratiques sexuelles dangereuses (c'est-à-dire sans préservatif) : 2,9 millions de morts ; 40 millions de personnes sont infectées par le VIH (sida), essentiellement en raison de pratiques sexuelles dangereuses (99 % des infections en Afrique, 94 % en Amérique centrale et 13 % en Asie orientale) ;
3. L'hypertension artérielle : 7 millions de décès par an ;
4. Le tabagisme : 5 millions de décès par an ;
5. Le surpoids et l'obésité représentent le cinquième facteur de risque de décès au niveau mondial et fait au minimum 2,8 millions ;
6. L'utilisation d'eau non potable et le défaut d'assainissement et d'hygiène : 1,7 million de morts, essentiellement par des maladies diarrhétiques ;
7. La carence en fer : 2 millions de personnes en souffrent, et cela cause 1 million de décès par an ;
8. L'enfumage des habitations par des combustibles solides : ces fumées provoquent 36 % des infections des voies respiratoires inférieures, et 22 % des broncho-pneumopathies chroniques obstructives ;
9. L'hypercholestérolémie : 4 millions de décès par an ;

### France
Il existe une base de données nationale des causes médicales de décès, gérée par le Centre d'épidémiologie sur les causes médicales de décès (CépiDc, Inserm, sur la base des certificats médicaux de décès établis par les médecins lors du constat de décès). Depuis 2000, les causes de décès sont codées selon la 10e révision de la Classification internationale des maladies (CIM-10) de l'OMS. Les données produites concernent les causes initiales de décès, sélectionnées selon les règles de l'OMS.
Depuis les années 1990, des rapports (ex : La santé en France du Haut Conseil de la santé publique) intègrent la mortalité prématurée (grossièrement définie comme « la somme des décès survenus avant 65 ans ») et la mortalité évitable (définie par trois composantes : « causes de décès liées aux comportements à risque, causes de décès liées au système de soins et autres causes de décès »).
« La France se caractérise par des taux de décès prématurés très élevés alors que les niveaux de mortalité sont très favorables après 65 ans. Concernant la mortalité évitable, les indicateurs liés aux comportements à risque sont défavorables en France, alors que les indicateurs liés au système de soins semblent très favorables ».
En France, on comptait 750 décès pour 100 000 habitants en 2004, avec une espérance de vie de 77,2 ans pour les hommes et de 84,2 ans pour les femmes en 2006. Un quart des décès ont lieu avant l'âge de 65 ans.

#### Évolution
Le taux de mortalité en France, après une légère diminution au début des années 2000, augmente progressivement depuis 2015. Le taux de mortalité infantile reste relativement stable, autour de 3,8 pour mille.
| Année               | 2000  | 2001  | 2002  | 2003  | 2004  | 2005  | 2006  | 2007  | 2008  | 2009  | 2010  | 2011  | 2012  | 2013  | 2014  | 2015  | 2016  | 2017  | 2018 |
| Décès (milliers)    | 540,6 | 541,0 | 545,2 | 562,5 | 519,5 | 538,1 | 526,9 | 531,2 | 542,6 | 546,0 | 551,2 | 545,1 | 569,9 | 569,2 | 559,3 | 593,7 | 593,9 | 606,0 | 614  |
| Taux de mortalité   | 8,9   | 8,8   | 8,9   | 9,1   | 8,3   | 8,5   | 8,3   | 8,3   | 8,5   | 8,5   | 8,5   | 8,4   | 8,7   | 8,7   | 8,4   | 8,9   | 8,9   | 9,1   | 9,2  |
| Mortalité infantile | 4,5   | 4,6   | 4,2   | 4,2   | 4,0   | 3,8   | 3,8   | 3,8   | 3,8   | 3,8   | 3,6   | 3,5   | 3,5   | 3,6   | 3,5   | 3,7   | 3,7   | 3,9   | 3,8  |

Note : à compter de 2014, les chiffres comprennent Mayotte.

#### Causes
En France, pour 543 139 décès en 2008, les cancers étaient encore la 1re source de mortalité (29,6 %), devant les maladies de l'appareil circulatoire (27,5 %), les accidents (4,6 %), la maladie d'Alzheimer (3,2 %), le diabète (2,2 %), le suicide (1,9 %), les démences (1,8 %) et les maladies chroniques du foie (1,7 %), soit plus de 70 % des décès survenus. La hiérarchie des causes de décès diffère selon le sexe et l'âge. Elle a peu évolué entre 2000 et 2008 pour les hommes et s'est transformée pour les femmes. Environ 20 % des morts d'enfants de 1 à 14 ans sont dues à des tumeurs. On observe une forte surmortalité chez les garçons de 15-24 ans et, de 2000 à 2008, une forte progression du cancer du poumon chez les femmes de 45-64 ans. La mortalité des 45-64 ans est d'abord due aux cancers : 54 % (14 812 décès) chez les femmes et 45 % chez les hommes (41 155 morts), taux stables de 2000 à 2008.

#### Inégalités régionales
La Bretagne est la région la plus affectée par le cancer de la prostate, mais c'est aussi la région où le taux de progression des différents cancers est le plus faible. De nombreux départements agricoles ont des taux de cancers supérieurs à la moyenne nationale, et on enregistre depuis 2008 le plus fort taux au monde de cancer de la prostate en Martinique & Guadeloupe (contamination par le chlordécone, un insecticide).
Le diabète atteint ses plus forts taux de nouveaux cas en Normandie, en Franche-Comté et en Guyane, alors que les plus forts taux de nouveaux cas d'AVC sont atteints en Lorraine, Alsace, Provence-Alpes-Côte d'Azur et dans les DOM-TOM.
Les inégalités régionales montrent que les causes de maladies ne sont pas à chercher seulement au niveau individuel ou génétique, mais aussi sans doute au niveau environnemental[réf. incomplète].

## Réduction
Une modification du mode de vie permettrait de réduire la mortalité dans les pays développés. Une équipe de chercheurs de l'université de Cambridge (Royaume-Uni), en partenariat avec le Medical Research Council, a mené une enquête sur 20 244 individus pendant 14 ans (1993-2007), dont 1 987 sont décédés en cours d'enquête, afin de déterminer l'impact du mode de vie sur l'espérance de vie. L'étude conclut que le « mode de vie idéal » majore l'espérance de vie de 14 ans par rapport au cumul de quatre facteurs de risque :
1. la consommation de tabac ;
2. la consommation d'alcool supérieure à un demi-verre par jour ;
3. la non-consommation de cinq fruits et légumes par jour ;
4. la sédentarité, caractérisée par moins d'une demi-heure d'exercice physique par jour.

Le cumul des quatre facteurs de risque multiplie le risque de décès par 4,4 ; trois facteurs, par 2,5 ; deux facteurs, par près de 2 ; et un seul facteur, par 1,4. Selon le professeur Kay-Tee Khaw, premier signataire de l'étude, « c'est la première fois que l'on analyse l'effet cumulé des facteurs de risque sur la mortalité ».